# Kevin Großkreutz
Kevin Großkreutz (sinh 19 -7- 1988 tại Dortmund) là cầu thủ người Đức hiện đang chơi cho câu lạc bộ ở Giải vô địch bóng đá Thổ Nhĩ Kỳ là Galatasaray.

## Sự nghiệp
Großkreutz bắt đầu sự nghiệp tại 3 CLB ở Dortmund DJK Rot-Weiß Obereving, VfL Kemminghausen and FC Merkur 07. Năm 2002 Kevin gia nhập đội trẻ của Borussia Dortmund, sau đó thi đấu cho Rot Weiss Ahlen. Sau khi được lên đội 1 của Rot Weiss Ahlen vào năm 2006,Kevin đã có quãng thời gian rất thành công tại đây.

### Borussia Dortmund
Thàng 7 năm 2009 anh chuyển tới Borussia Dortmund. Großkreutz bắt đầu mùa giải vào ngày 5 -12 - 2009 trong chiến thắng 4-0 trước 1. FC Nuremberg.Tại đây anh đã có những tiến bộ vượt bậc và góp công lớn đưa Borussia Dortmund trở lại ngôi vương bóng đá Đức sau hơn thập kỉ chờ đợi.
Kevin là một cầu thủ rất khỏe và có tốc độ.

### Sự nghiệp thi đấu quốc tế
Großkreutz khoác áo đội tuyển lần đầu trong trận tiếp đón Malta vào ngày 13 -5- 2010, ghi 2 bàn trong chiến thắng 3-0.

### Sở thích
Großkreutz là một fan của Borussia Dortmund và cả Arsenal.

## Thống kê

### Câu lạc bộ
Tính đến  ngày 2 tháng 9 năm 2015
| Câu lạc bộ performance | Câu lạc bộ performance | Câu lạc bộ performance | League     | League     | Cup       | Cup       | Continental | Continental | Total     | Total     |
| Câu lạc bộ             | Bundesliga             | Mùa giải               | Trận       | Bàn        | Trận      | Bàn       | Trận        | Bàn         | Trận      | Bàn       |
| Đức                    | Đức                    | Đức                    | Bundesliga | Bundesliga | DFB-Pokal | DFB-Pokal | Châu Âu     | Châu Âu     | Tổng cộng | Tổng cộng |
| ---------------------- | ---------------------- | ---------------------- | ---------- | ---------- | --------- | --------- | ----------- | ----------- | --------- | --------- |
| Rot Weiss Ahlen        | Regionalliga Nord      | 2006–07                | 27         | 5          | 0         | 0         | —           | —           | 27        | 5         |
| Rot Weiss Ahlen        | Regionalliga Nord      | 2007–08                | 35         | 12         | 1         | 0         | —           | —           | 36        | 12        |
| Rot Weiss Ahlen        | 2. Bundesliga          | 2008–09                | 33         | 6          | 1         | 1         | —           | —           | 34        | 7         |
| Borussia Dortmund      | Bundesliga             | 2009–10                | 32         | 5          | 1         | 0         | —           | —           | 33        | 5         |
| Borussia Dortmund      | Bundesliga             | 2010–11                | 34         | 8          | 2         | 1         | 7           | 0           | 43        | 9         |
| Borussia Dortmund      | Bundesliga             | 2011–12                | 19         | 6          | 3         | 0         | 5           | 1           | 27        | 7         |
| Borussia Dortmund      | Bundesliga             | 2012–13                | 29         | 2          | 5         | 0         | 10          | 0           | 44        | 2         |
| Borussia Dortmund      | Bundesliga             | 2013–14                | 33         | 1          | 6         | 1         | 10          | 1           | 47        | 3         |
| Borussia Dortmund      | Bundesliga             | 2014–15                | 17         | 0          | 2         | 0         | 4           | 0           | 23        | 0         |
| Tổng cộng sự nghiệp    | Tổng cộng sự nghiệp    | Tổng cộng sự nghiệp    | 271        | 46         | 25        | 3         | 36          | 2           | 332       | 51        |

## Liên kết
- Website chính thức (tiếng Đức)
- Kevin Großkreutz at transfermarkt.de (tiếng Đức)
- Kevin Großkreutz tại fussballdaten.de (tiếng Đức)

Bản mẫu:Borussia Dortmund squad